# Arena Sport
Arena Sport es una cadena de televisión de pago regional con temática deportiva. Está formada por 3 canales prémium y 11 canales regulares y su área de cobertura incluye a Bosnia y Herzegovina, Croacia, Montenegro, Macedonia del Norte, Serbia y Eslovenia.

## Feeds localizados

### Serbia
Arena Sport Serbia transmite varios eventos deportivos. La mayoría de ellos están centrados en el fútbol, ya que principalmente emite partidos de ligas como la Premier League, LaLiga, Serie A italiana y Ligue 1, así como de competiciones internacionales como la UEFA Champions League, UEFA Europa League, UEFA Nations League, UEFA Conference League y la Copa Mundial de Clubes de la FIFA. Así mismo, posee los derechos de transmisión de la Superliga de Serbia.
Además del fútbol, Arena Sports también emite otros eventos deportivos como la NBA, VTB United League, ABA Liga, EHF Champions League de balonmano, la Liga de Francia de Balonmano, CEV Champions League de voleibol, la NFL, la NHL y las Grandes Ligas de Béisbol.

### Croacia
Arenasport Croacia ha adquirido los derechos de emisión de LaLiga por un periodo de cinco años entre junio de 2021 y 2026. Además, le da cobertura a otras ligas de fútbol, así como informa sobre el fútbol de Serbia.
Arena Sport obtuvo los derechos para transmitir la NBA en septiembre de 2019, y además transmite la Liga ABA y la liga nacional HT Premijer.
En el ámbito del balonmano, Arenasport posee los derechos de TV de la EHF Champions League, Handball-Bundesliga, Liga SEHA y la Liga de Francia de Balonmano.

### Bosnia y Herzegovina
Arena Sport Bosnia y Herzegovina además de los eventos deportivos que emite su versión en Serbia transmite partidos de la Liga Premier de Bosnia y Herzegovina, la Primera Liga de la FBiH y la Copa de Bosnia y Herzegovina.